# La Zubia
La Zubia è un comune spagnolo di 18 240 abitanti situato nella comunità autonoma dell'Andalusia.
Il comune è formato da 3 nuclei abitati: La Zubia (sede comunale), Cumbres Verdes ed El Barrichuelo.